# Marque à jouer

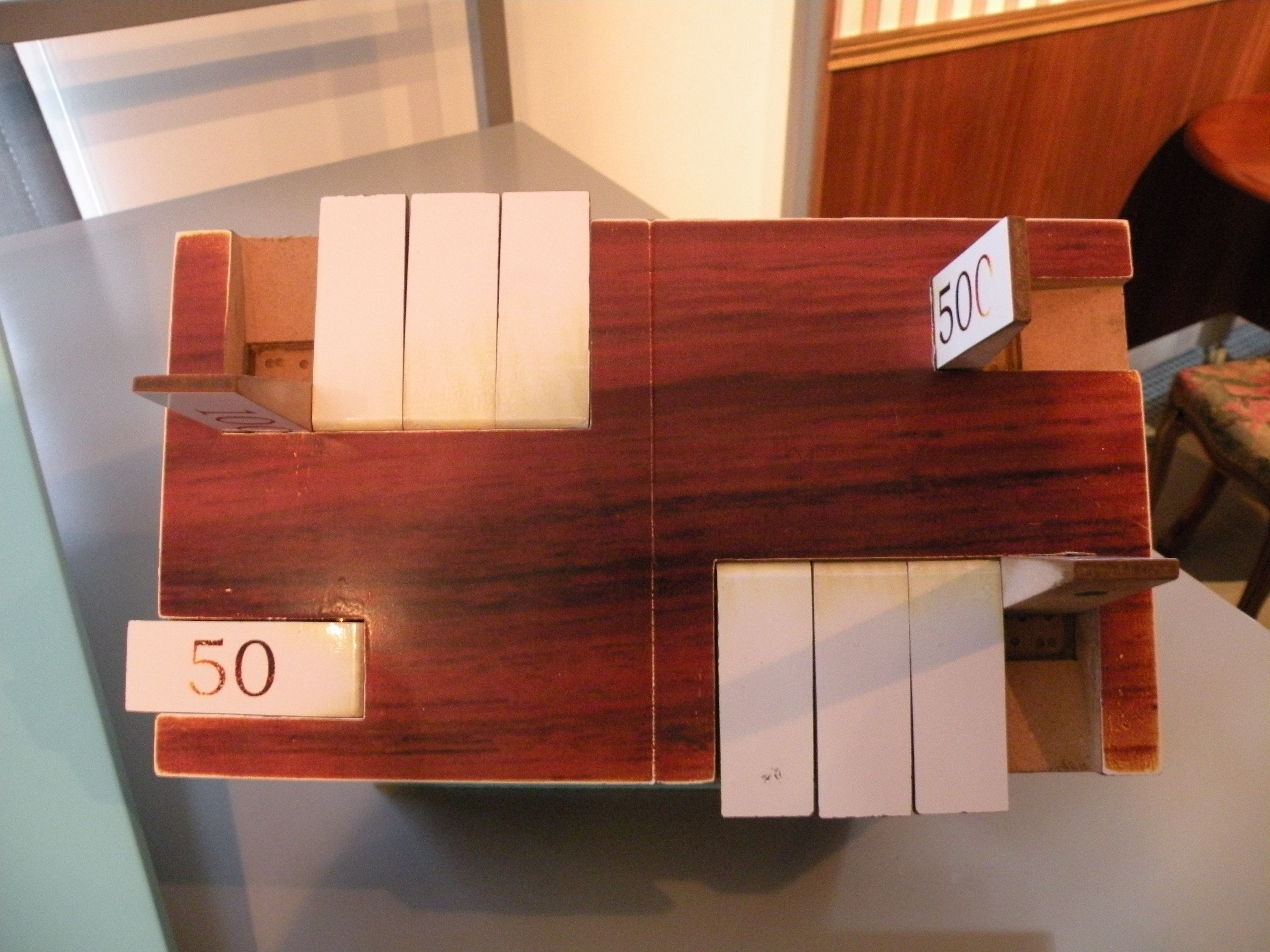
Une Marque à jouer avec le nombre 610

Une marque à jouer ou marque de piquet, ou encore marqueur de piquet, est une tablette généralement en bois qui sert à compter les points lors d’un jeu. On a aussi fait des marques (ou marqueurs) pour le whist, le bésigue et d'autres jeux.
Selon sa taille il peut être réalisé en bois, acier, ivoire, nacre ou en os.
Un peu comme un boulier il ne marque cependant que les dizaines et est limité à 990. 

## Lecture
La partie du haut sert à lire les centaines et celle du bas les dizaines.
 
La lecture se fait selon la position des plaquettes mobiles : il faut compter celles qui sont positionnées à la verticale. Sur l'exemple de l'illustration, dans la rangée des dizaines, sont relevés la plaquette « 500 » et une plaquette non marquée de valeur "100" soit un total partiel de 600, et dans la rangée des dizaines, seule est relevée une plaquette non marquée de valeur « 10 », soit un total général de 610. 

Le principe est analogue à celui du soroban (boulier japonais), limité à deux colonnes.